# Élections fédérales suisses de 1922
Les élections fédérales suisses de 1922 se sont déroulées le 29 octobre 1922. Elles ont désigné les membres de la 26e législature depuis 1848. 
Pour ces élections, le nombre de sièges du Conseil national est passé de 189 à 198. Le Conseil des États garde ses 44 sièges. Les députés furent élus pour une durée de 3 ans.
Après un boom économique faisant suite à la Première Guerre mondiale, la conjoncture se rompt brutalement entre 1921 et 1922 et a pour conséquence une hausse du chômage, à savoir plus de 67 000 personnes en moyenne annuelle. Les pouvoirs publics fédéraux et cantonaux dépensent environ 500 millions de francs dans le but de renforcer l'emploi, d'aider les chômeurs tout en soutenant certaines branches industrielles et économiques. Toutefois, une politique sociale plus poussée, avec par exemple l'introduction d'une assurance-chômage, ou l'introduction de mesures améliorant les conditions de travail trouvent des résistances de l'industrie et de l'artisanat.
Dès lors, des mouvements politiques se radicalisent. En 1921, le Parti communiste suisse est créé alors que le mouvement fasciste commence à s'organiser en s'implantant la même année au Tessin. 
Ces élections se déroulent pendant la Marche sur Rome et un jour avant que Mussolini accède à la Présidence du Conseil en Italie. Ce dernier avait exprimé devant le Parlement italien en 1921 l'idée que le Gothard était la « frontière naturelle et sûre de l'Italie » tout en se disant préoccupé par une potentiel germanisation du Tessin. Ces événements suscitèrent de vives craintes en Suisse, non seulement à cause d'une ingérence d'un pays voisin sur les relations que les différentes communautés linguistiques entretenaient au sein du pays, mais également sur le fait que cette déclaration explicitait  de facto que le Tessin devait être partie intégrante de l'Italie. Mussolini connaissait en outre bien la Suisse, pour y avoir vécu pendant plusieurs années et avoir étudié les Sciences sociales à l'Université de Lausanne en 1904.
En outre, à l'intérieur du pays, les mouvements féministes commencent à revendiquer le droit de vote. À Genève, le Comité de l'Association genevoise pour le suffrage féminin diffuse, dans le bimensuel «Mouvement Féministe», une affiche le 25 octobre 1922 questionnant le suffrage universel masculin: «Elles sont plus nombreuses que les hommes, mais parce qu'elles ne votent pas, leurs intérêts les plus immédiats (travail des femmes et chômage, assurance maternité, moralité publique, etc.) ne seront pas directement représentés au Parlement fédéral. Électeurs conscients, réfléchissez à cette injustice et travaillez à la faire cesser.».
L’augmentation de 189 à 198 conseillers nationaux profite au groupe socialiste, qui gagne 5 sièges et 23,3%, au groupe des paysans, artisans et bourgeois qui en gagne 4 et totalise 16,1 % et au groupe conservateur-catholique qui en gagne 3 avec 20,9 % des voix.
Mais ce sont à nouveau les Radicaux qui remportent ces élections avec 60 sièges et 28,3 % des voix. Les Grütlianer disparaissent du Parlement mais le Parti Communiste fait son entrée en obtenant deux mandats et 1,8 % des voix. À Neuchâtel, le Parti progressiste national qui œuvre à unifier Libéraux et Radicaux et qui s'était opposé à la Grève générale de 1918 obtient un siège dans les villes ouvrières et industrielles du nord du canton. 
Au Conseil des États, sur 44 sièges, le PSS obtient le premier siège de son histoire.
Sur 983 238 hommes âgés de plus de 20 ans, 750 859 d'entre eux prennent part à ces élections, ce qui représente un taux de 76,4 % de participation (-4 %).
Le Canton de Schaffhouse où le vote obligatoire est en vigueur connaît un taux de participation de 90,3 % et le taux de participation le plus bas est de 30,7 % pour le Canton d'Uri.

## Législature 1922-1925
|  | Partis                                   | Sigles | Tendances politiques            | Sièges au CN | Sièges au CE |
|  | ---------------------------------------- | ------ | ------------------------------- | ------------ | ------------ |
|  | Parti radical-démocratique               | PRD    | radical/protestant              | 60           | 23           |
|  | Parti conservateur populaire             | PCP    | conservateur/catholique         | 44           | 17           |
|  | Parti socialiste                         | PSS    | socialiste                      | 43           | 1            |
|  | Parti des paysans, artisans et bourgeois | PAB    | agrarien/protestant             | 34           | 1            |
|  | Parti libéral démocratique               | PLD    | libéral/conservateur/protestant | 10           | 1            |
|  | Parti démocratique                       | DEM    | progressiste                    | 3            | 1            |
|  | Parti communiste                         | PC     | communiste                      | 2            | -            |
|  | Parti chrétien-protestant                | PCP    | conservateur/protestant         | 1            | -            |
|  | Parti progressiste national              | PPN    | libéral/protestant              | 1            | -            |